# Top of the Top Sopot Festival 2022
Top of the Top Sopot Festival 2022 – 55. edycja polskiego festiwalu muzycznego Sopot Festival, odbyta w dniach 16–19 sierpnia 2022 w Operze Leśnej w Sopocie. Została zorganizowana przez Festival Group, Bałtycką Agencję Artystyczną BART, Miasto Sopot i TVN Warner Bros. Discovery. Pierwsze trzy dni festiwalu były transmitowane na żywo w telewizji TVN i serwisie strumieniowym Player. Czwarty dzień, poświęcony występom komediowym, został wyemitowany w TVN 31 sierpnia 2022.

## Dzień pierwszy (16 sierpnia 2022): koncert#You Are the Champions
W pierwszy dzień festiwalu odbył się koncert #You Are the Champions, opisany przez organizatorów jako „muzyczna opowieść o miłości, przyjaźni, empatii, pomocy potrzebującym”. Został on podzielony na dwie części: Z Wami Najlepiej i Przeboje po horyzont. Wydarzenie poprowadzili: Agnieszka Woźniak-Starak, Paulina Krupińska, Mateusz Hładki i Olivier Janiak.

### KoncertZ Wami Najlepiej

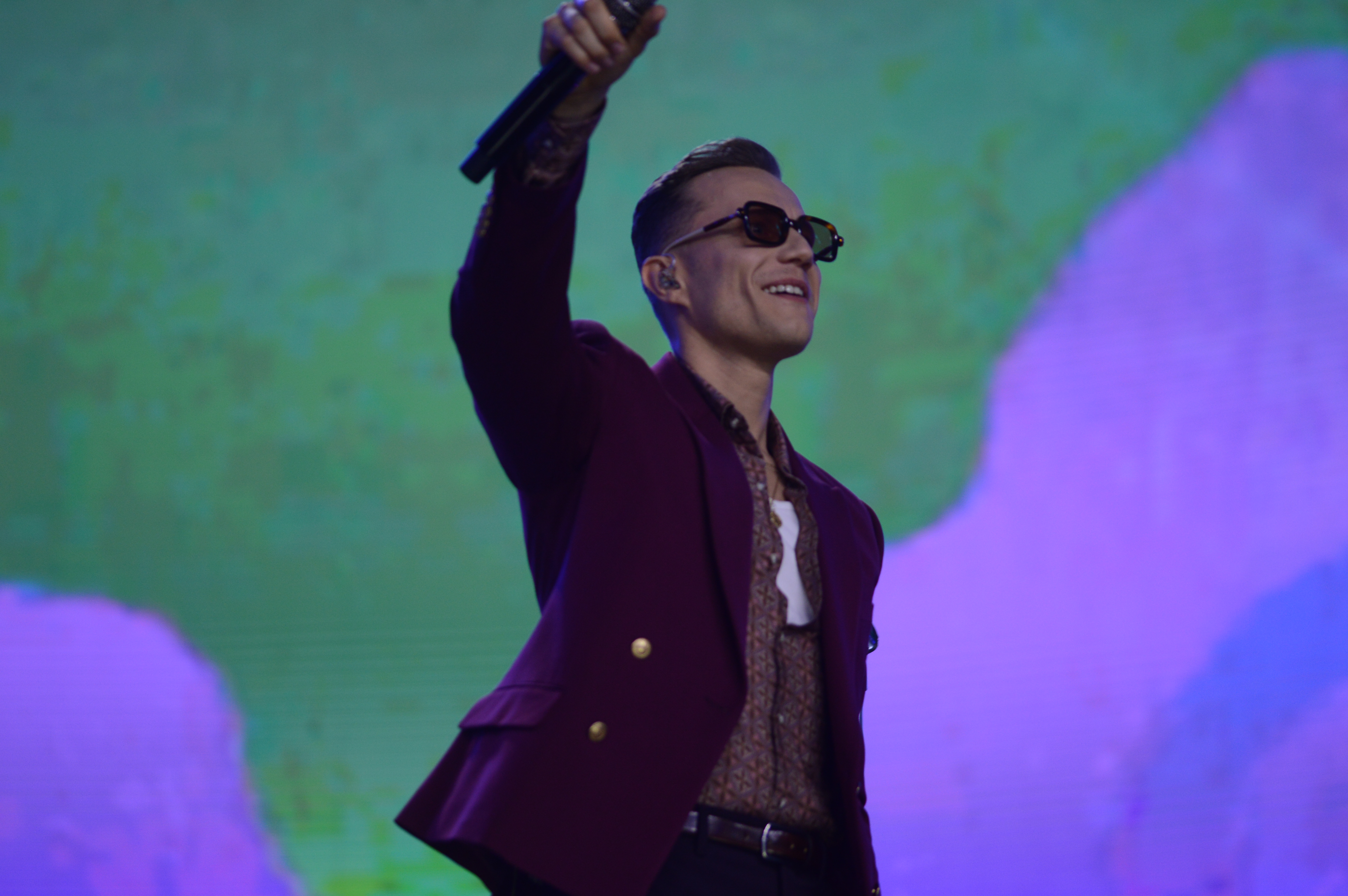
Mrozu podczas występu

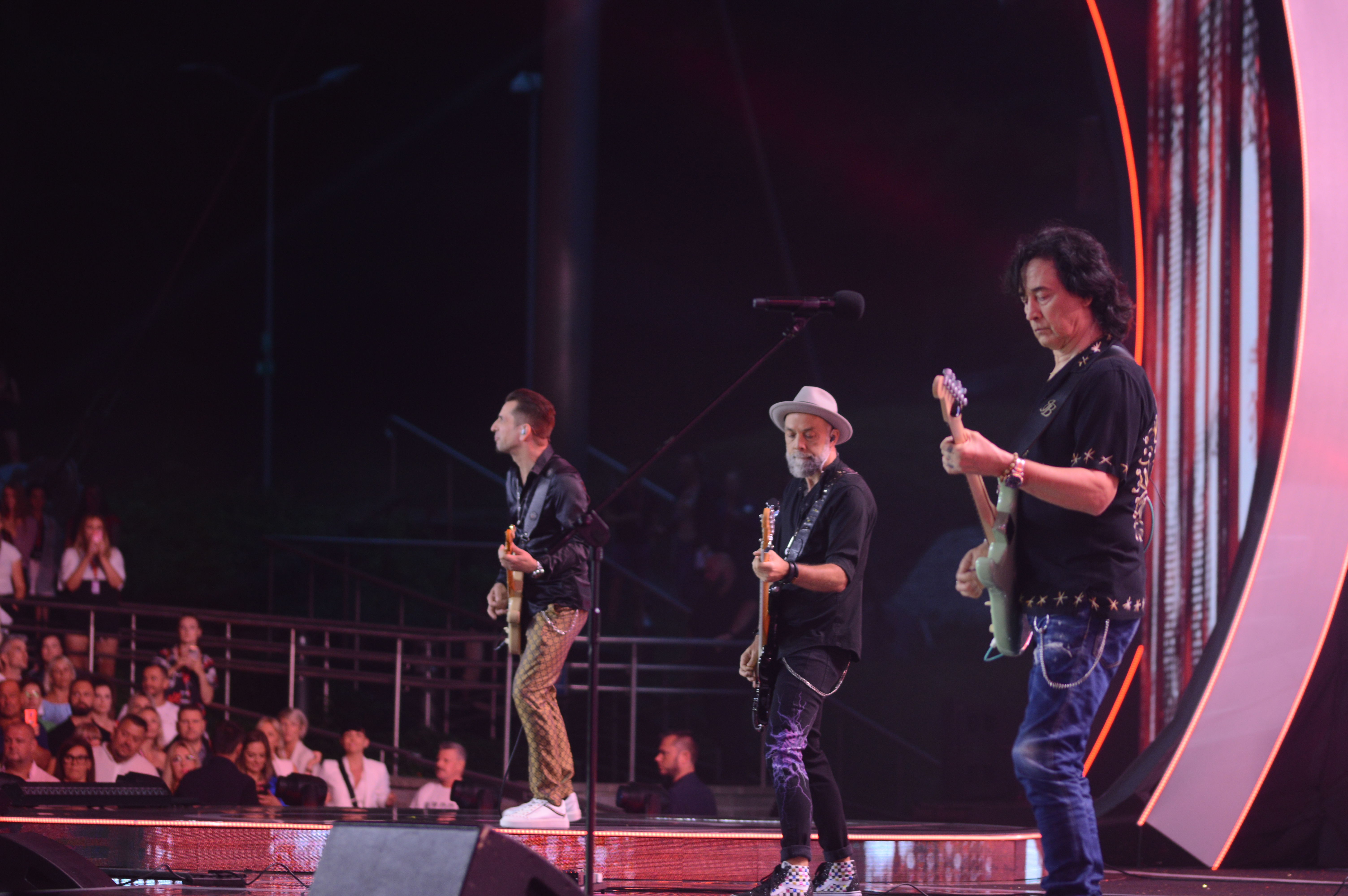
Lady Pank podczas występu

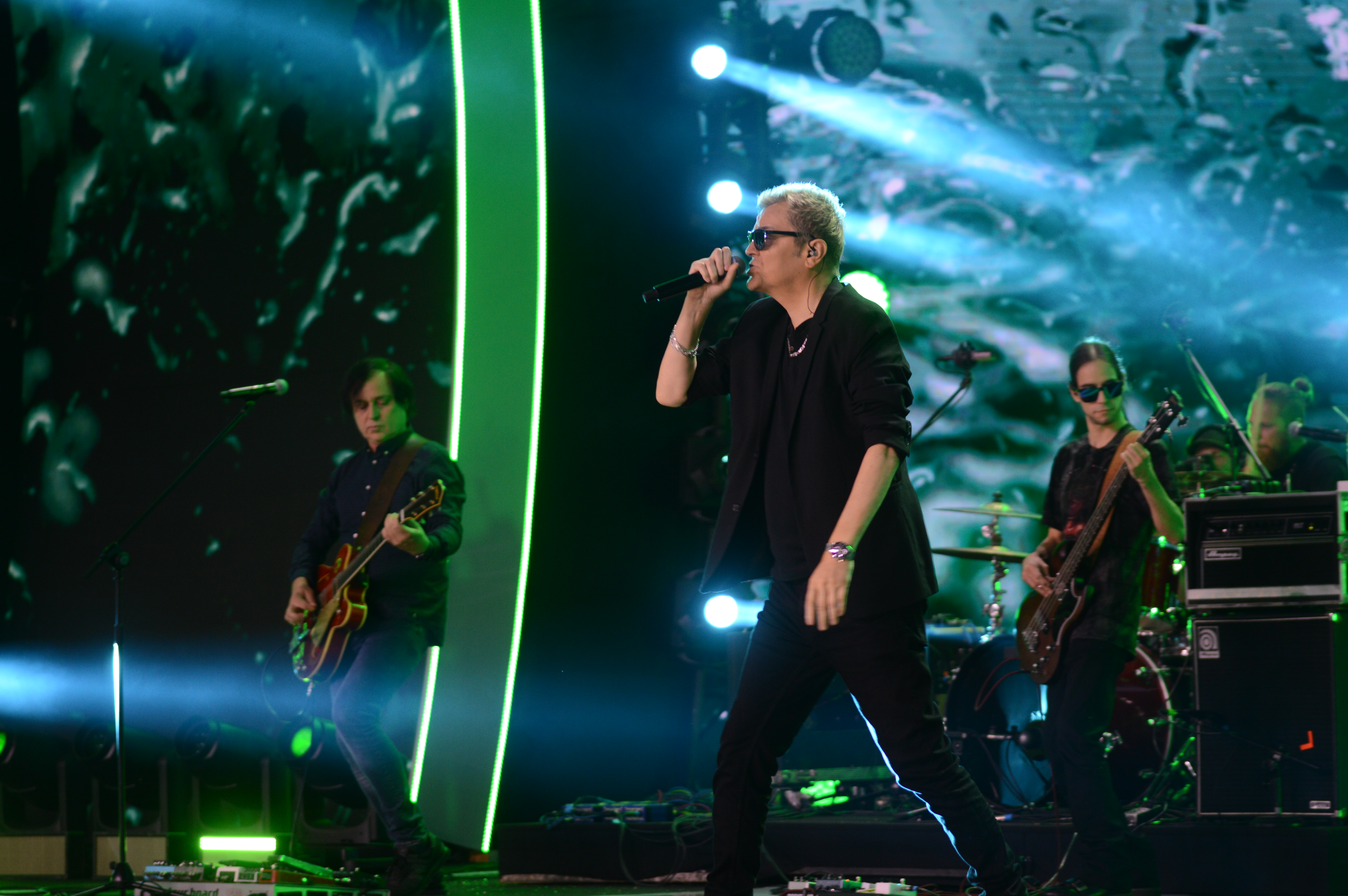
Wilki podczas występu

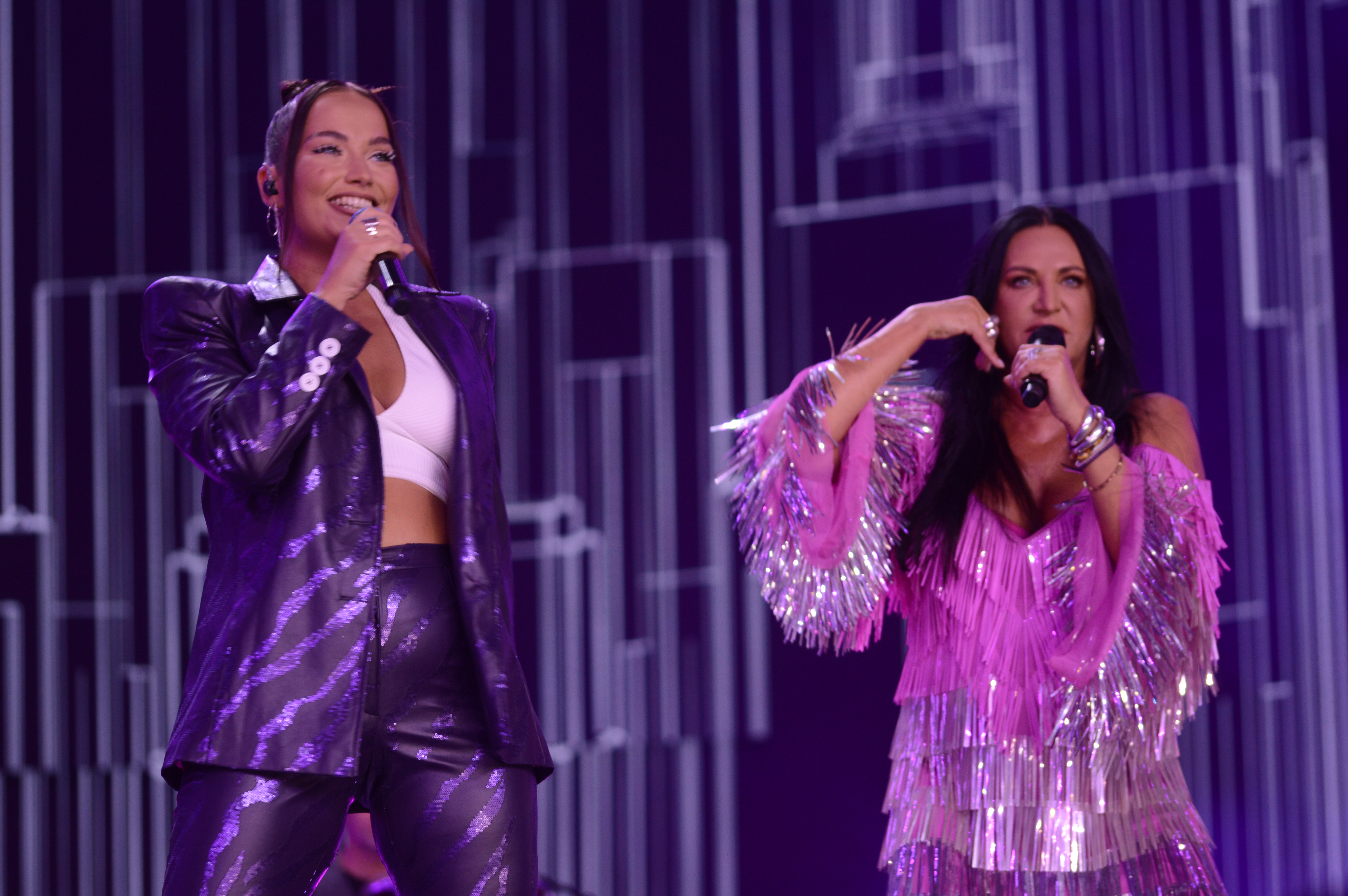
Mery Spolsky i Kayah podczas występu

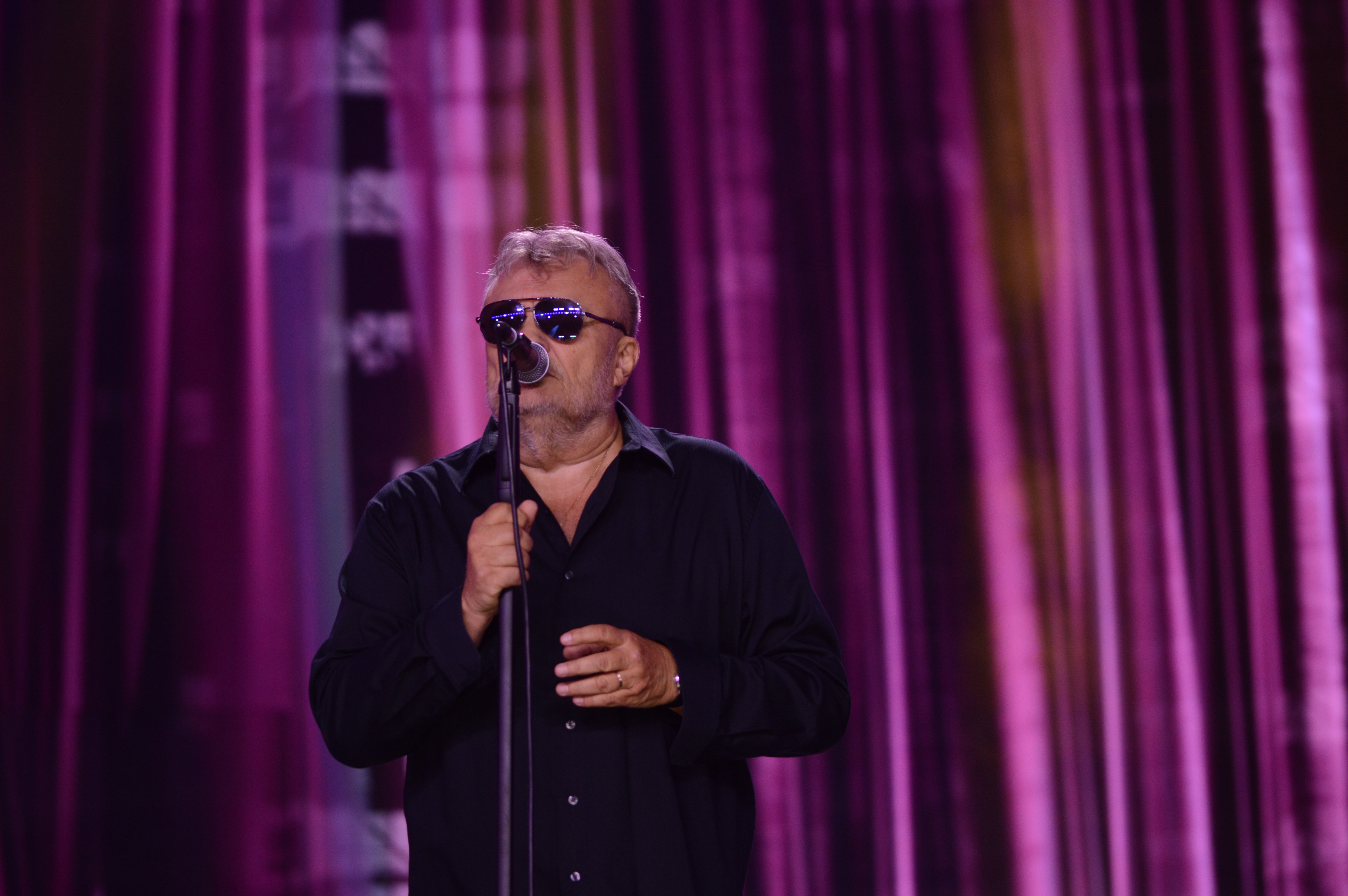
Krzysztof Cugowski podczas występu

| Wykonawcy                 | Utwory                                                                                       |
| ------------------------- | -------------------------------------------------------------------------------------------- |
| Mrozu                     | „Aura”„Za daleko”„Jak nie my to kto”                                                         |
| Lady Pank                 | „Tańcz, głupia, tańcz”„Kryzysowa narzeczona”                                                 |
| Smolasty 730 Huncho       | „Pijemy za lepszy czas”                                                                      |
| Wilki                     | „Nie stało się nic”„Baśka”                                                                   |
| Kayah                     | „I Will Survive”„Supermenka” (gościnnie: Mery Spolsky)„Na językach” (gościnnie: Igor Herbut) |
| Krzysztof Cugowski        | „Ratujmy co się da”„Cisza jak ta”                                                            |
| Teatr Muzyczny w Poznaniu | „Będzie plan”                                                                                |
| Grzegorz Hyży             | „Kochanie to ja!”„O Pani!”                                                                   |

### KoncertPrzeboje po horyzont
| Wykonawcy                                    | Utwory                                                                                     |
| -------------------------------------------- | ------------------------------------------------------------------------------------------ |
| LemON                                        | „Wkręceni – Nie ufaj mi”„Lubię wracać tam, gdzie byłem” (gościnnie: Kuba Badach)„Scarlett” |
| Jary Oddział Zamknięty                       | „Andzia i ja”„Party”                                                                       |
| Kwiat Jabłoni                                | „Mogło być nic”„Drogi proste” (gościnnie: Julia Pietrucha)                                 |
| Patrycja Markowska                           | „Layla”„Wilczy pęd”                                                                        |
| Mitch & Mitch Con Il Loro Gruppo Eterofonico | „Argomenti”                                                                                |
| Mezo Kasia Wilk                              | „Ważne”                                                                                    |
| Fisz Emade Tworzywo                          | „Biegnij dalej sam”                                                                        |
| Łukasz Zagrobelny                            | „Don’t Stop Me Now”                                                                        |

## Dzień drugi (17 sierpnia 2022)
W drugi dzień festiwalu przeplatały się koncert #iDance poświęcony muzyce tanecznej oraz konkurs o Bursztynowego Słowika. Wydarzenie poprowadzili: Gabi Drzewiecka, Agnieszka Woźniak-Starak, Damian Michałowski i Olivier Janiak.

### Koncert#iDance

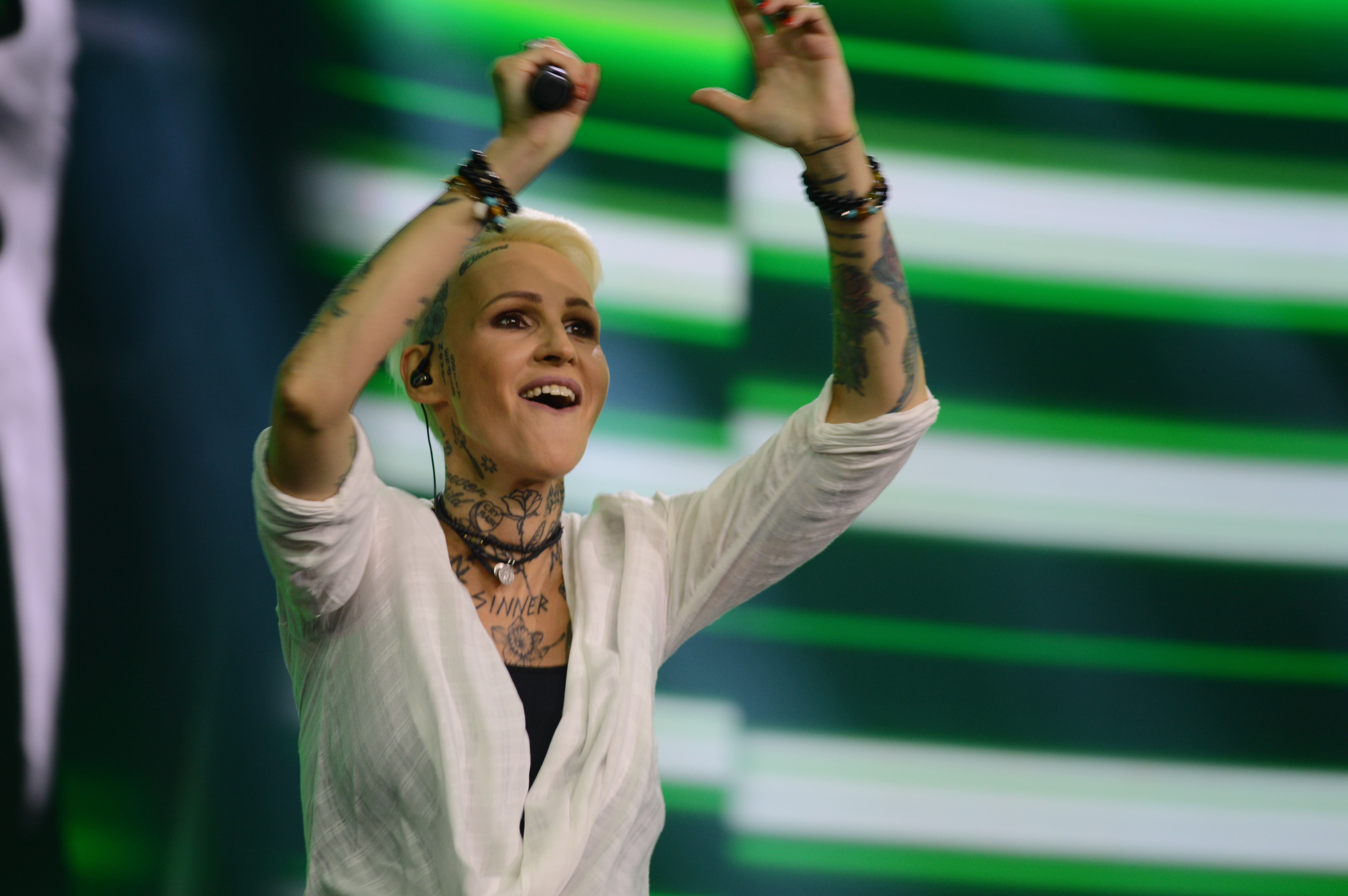
Agnieszka Chylińska podczas występu

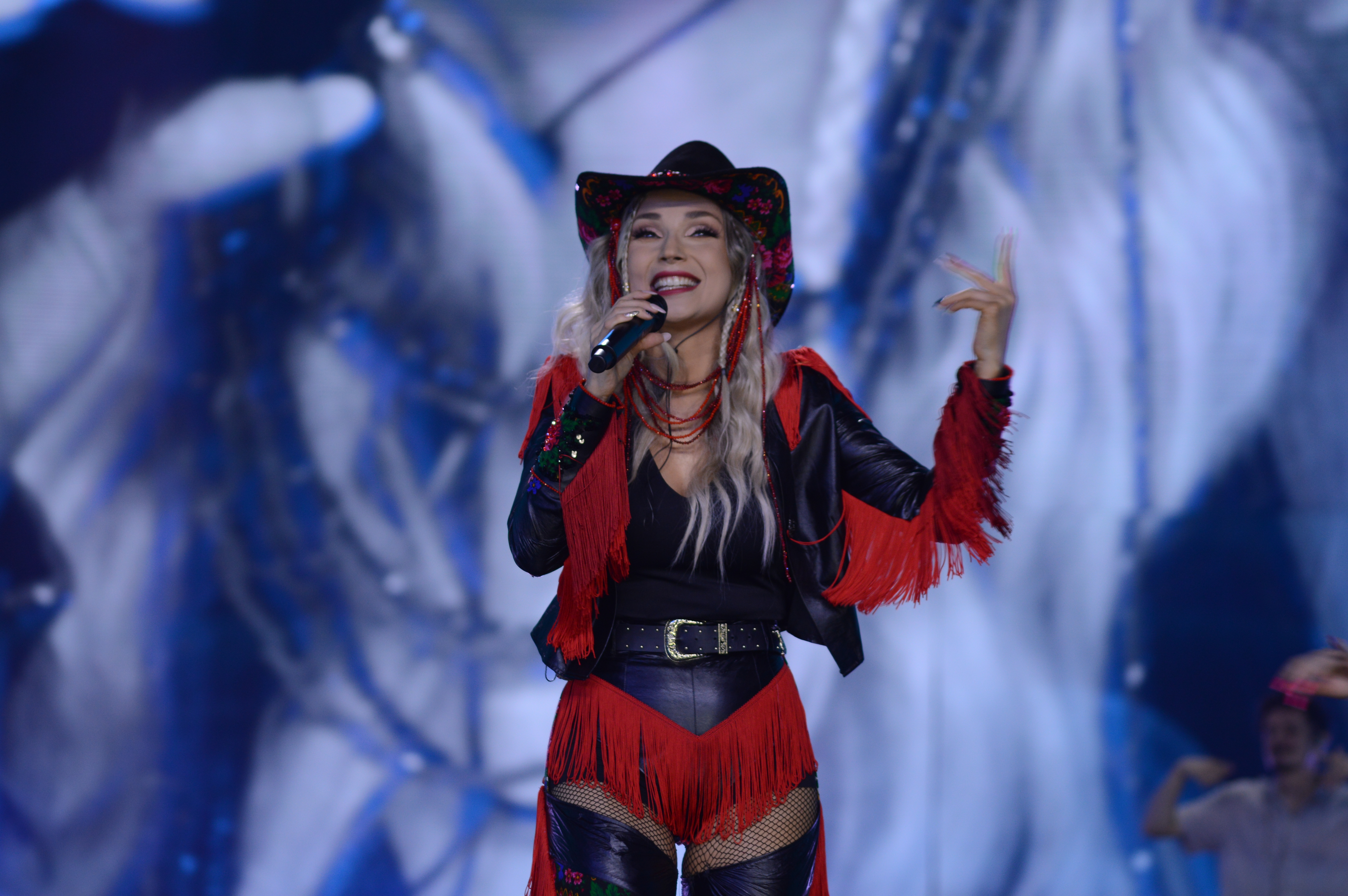
Cleo podczas występu

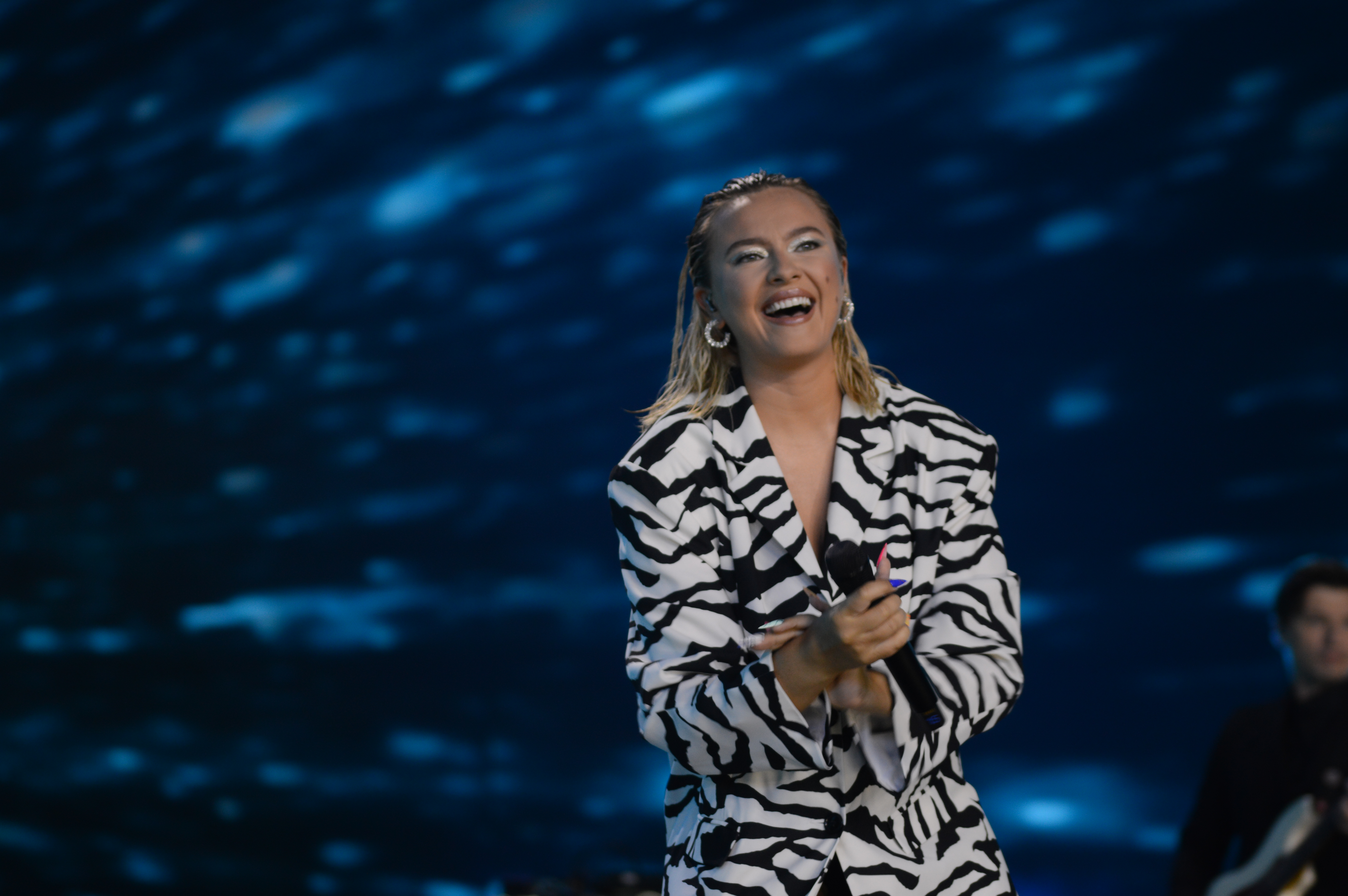
Natalia Nykiel podczas występu

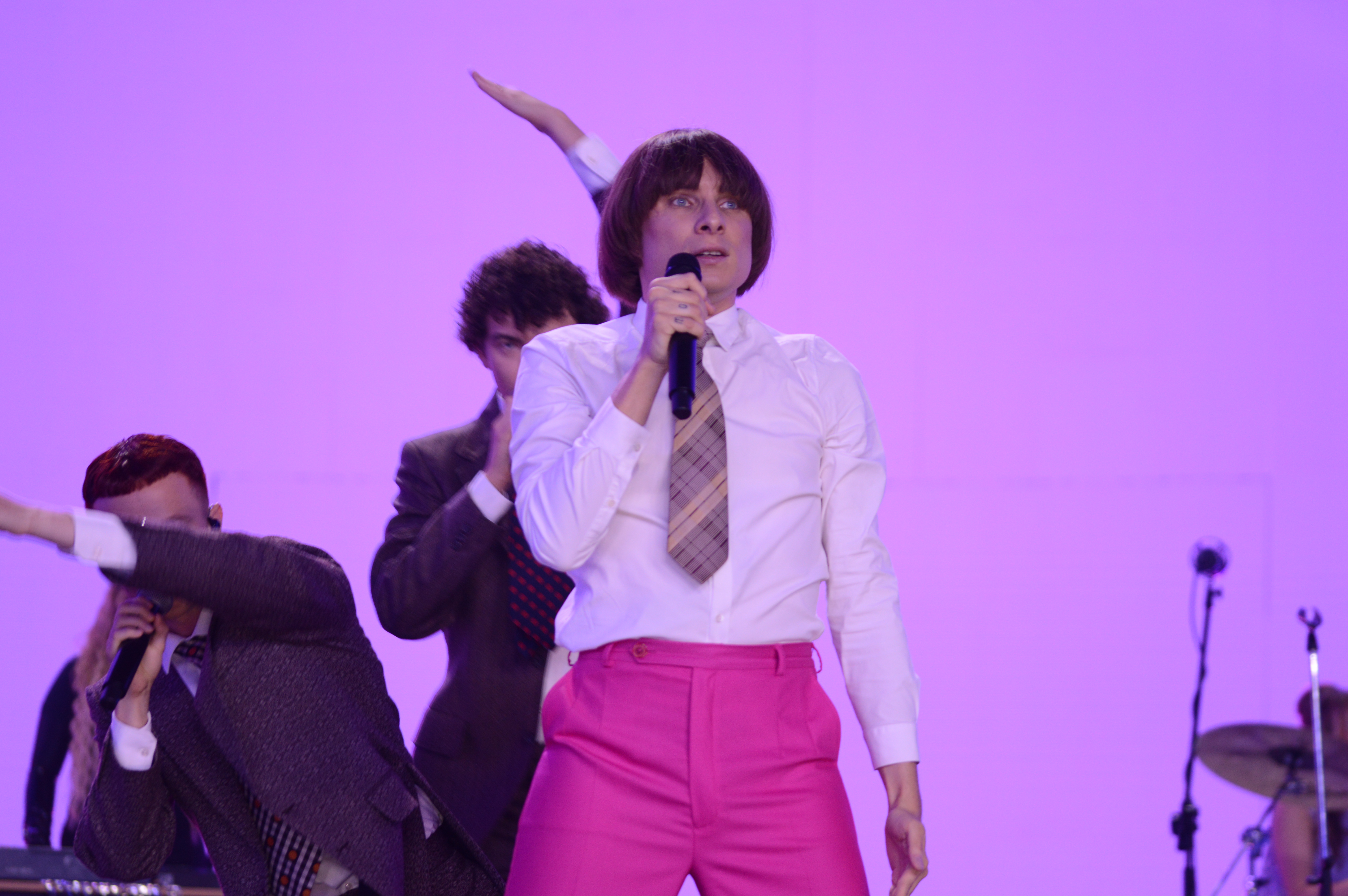
Ralph Kaminski podczas występu

| Wykonawcy                    | Utwory                                                   |
| ---------------------------- | -------------------------------------------------------- |
| Agnieszka Chylińska          | „Znalazłam”„Królowa łez”                                 |
| Ewa Farna                    | „Bumerang”„Na skróty”„Na ostrzu”                         |
| Margaret                     | „Cool Me Down”„Niespokojne morze”„Heartbeat”             |
| Cleo                         | „Za krokiem krok”„Żywioły”                               |
| Blue Café                    | „Buena”„Nibylandia”„Zapamiętaj”                          |
| Kombi                        | „Słodkiego miłego życia”                                 |
| Enej                         | „Skrzydlate ręce”„Noce i dnie”                           |
| Natalia Nykiel               | „Spokój”„Kokosanki”                                      |
| Nocny Kochanek Piotr Kupicha | „Jak anioła głos”                                        |
| Feel                         | „No pokaż na co cię stać”„7 stan”„A gdy jest już ciemno” |
| Storo Piotr Kupicha          | „Dance and Rock and Roll”                                |
| Ralph Kaminski               | „Bal u Rafała”„Ale mi smutno”                            |
| Mirosław Kalisiewicz Dekokt  | „Frunę”                                                  |

### Konkurs o Bursztynowego Słowika
| Wykonawcy        | Utwory         |
| ---------------- | -------------- |
| Martin Lange     | „To koniec”    |
| Natalia Przybysz | „Zew”          |
| Ania Karwan      | „Swobodnie”    |
| Natasza Urbańska | „Let Me Lie”   |
| Wiktor Dyduła    | „Koło fortuny” |
| Michał Szpak     | „24na7”        |
| BeMy             | „6 Seconds”    |

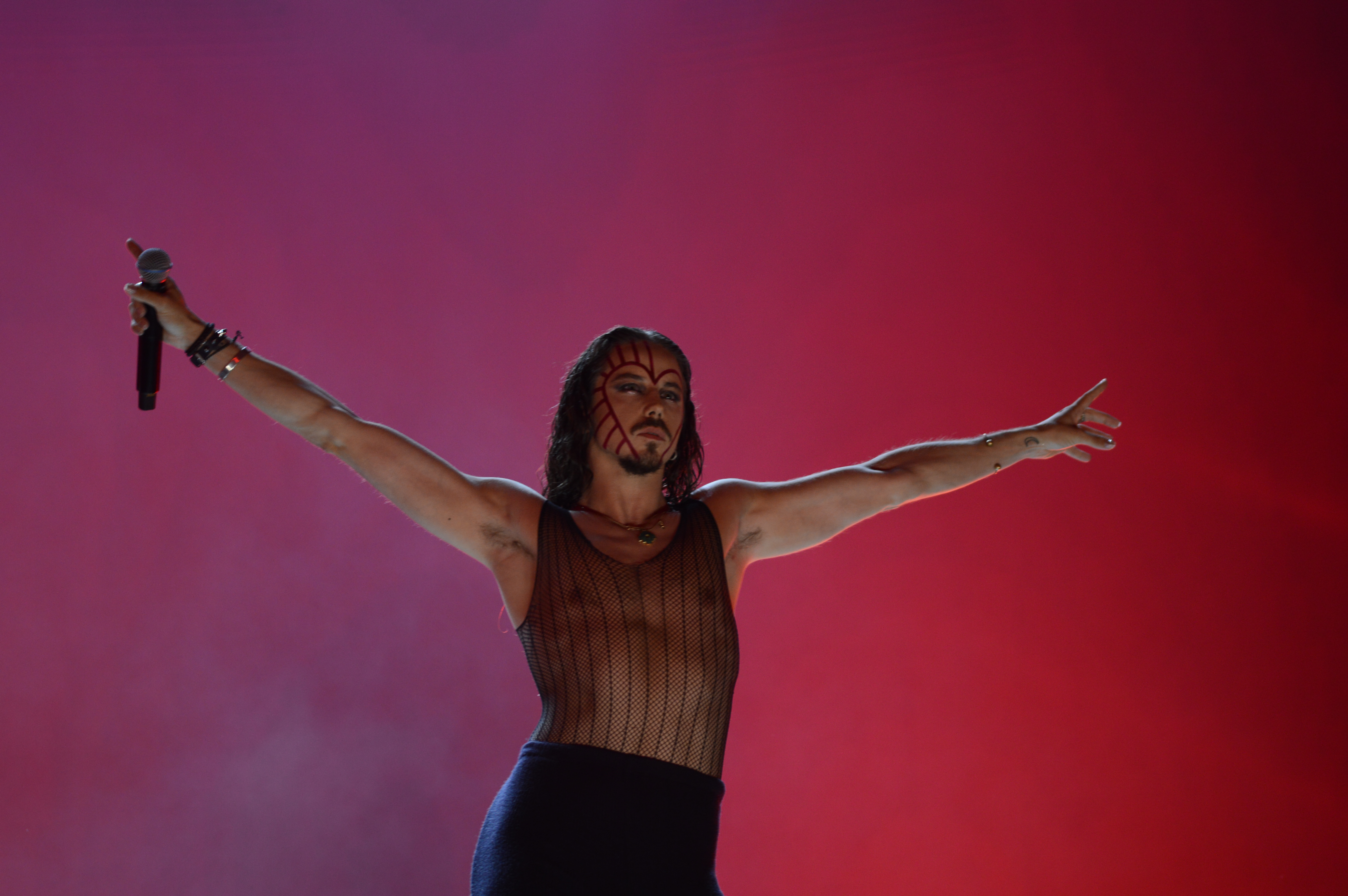
Michał Szpak podczas występu

Konkurs wygrał Michał Szpak.

## Dzień trzeci (18 sierpnia 2022): koncert#Zawsze razem
W trzeci dzień festiwalu odbył się koncert #Zawsze razem, opisany przez organizatorów jako „muzyczne podziękowanie dla widzów z okazji 25 lat TVN”. Został on podzielony na dwie części: Jestem sobą i To jest Wasz czas. Wykonawcom towarzyszyła orkiestra pod batutą Daniela Nosewicza i Nikoli Kołodziejczyk. Wydarzenie poprowadzili Marcin Prokop, Paulina Krupińska, Ewa Drzyzga, Anna Kalczyńska i Gabi Drzewiecka.

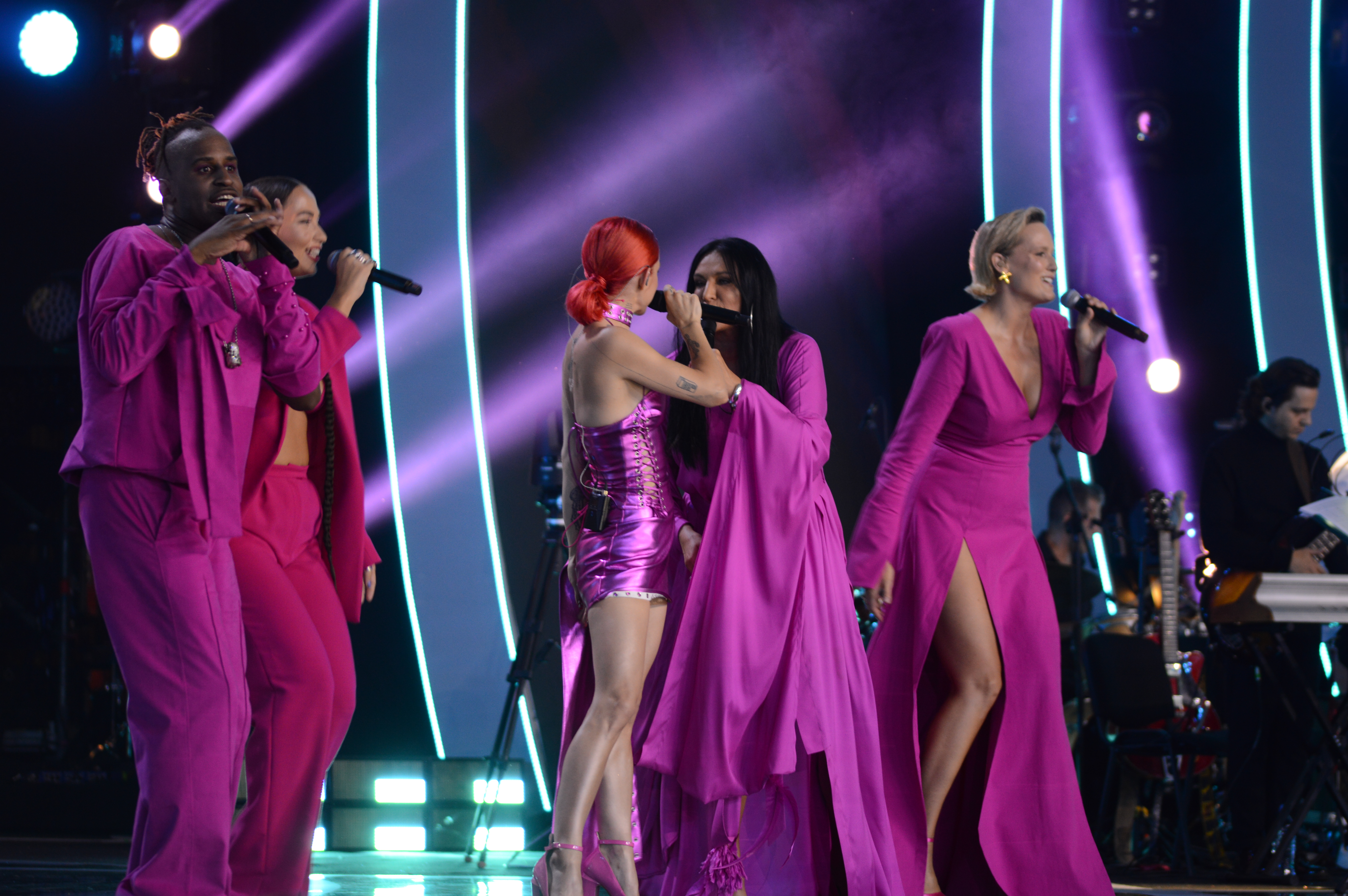
Nick Sinckler, Mery Spolsky, Margaret, Kayah i Bovska podczas występu

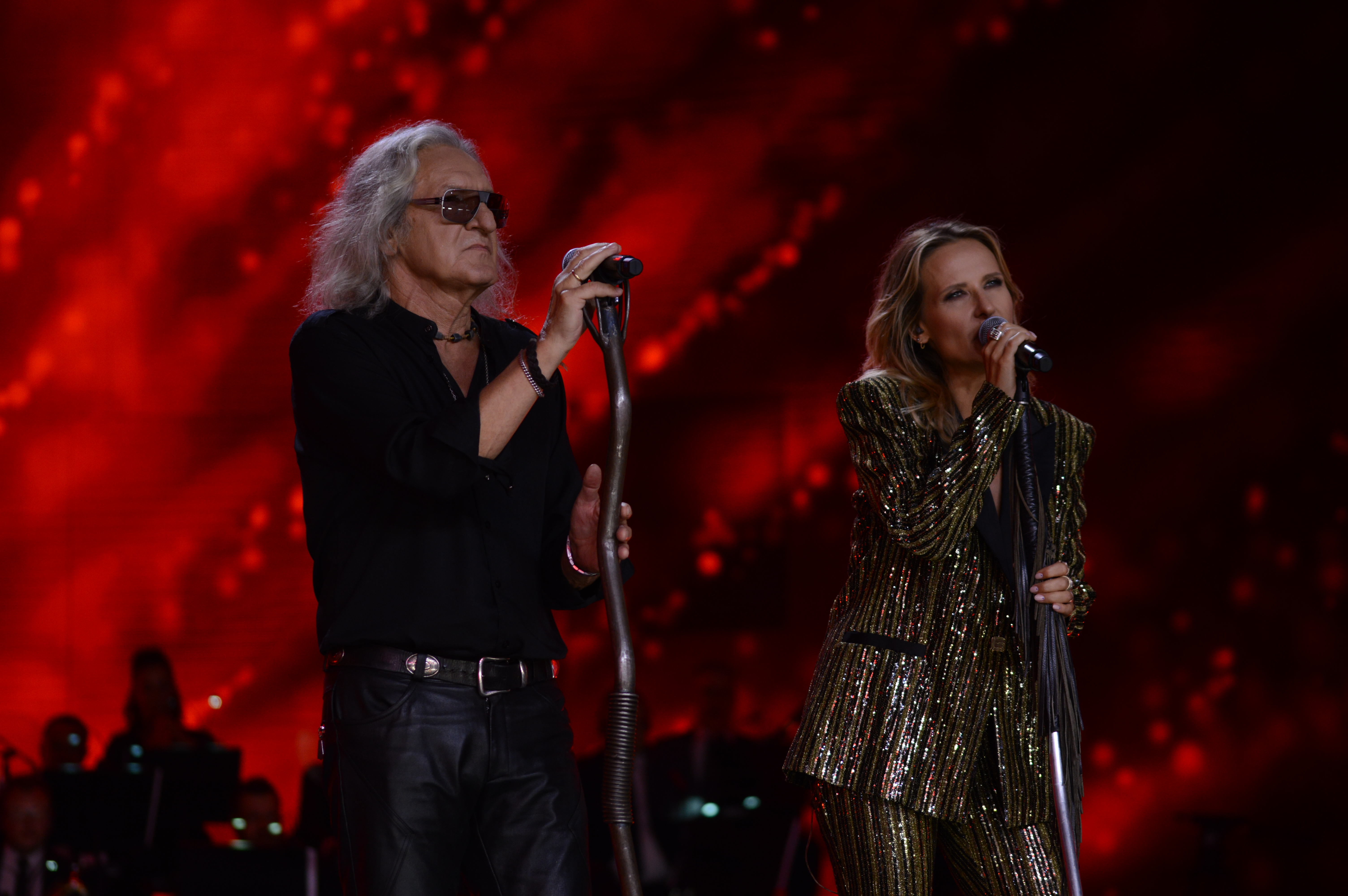
Grzegorz Markowski i Patrycja Markowska podczas występu

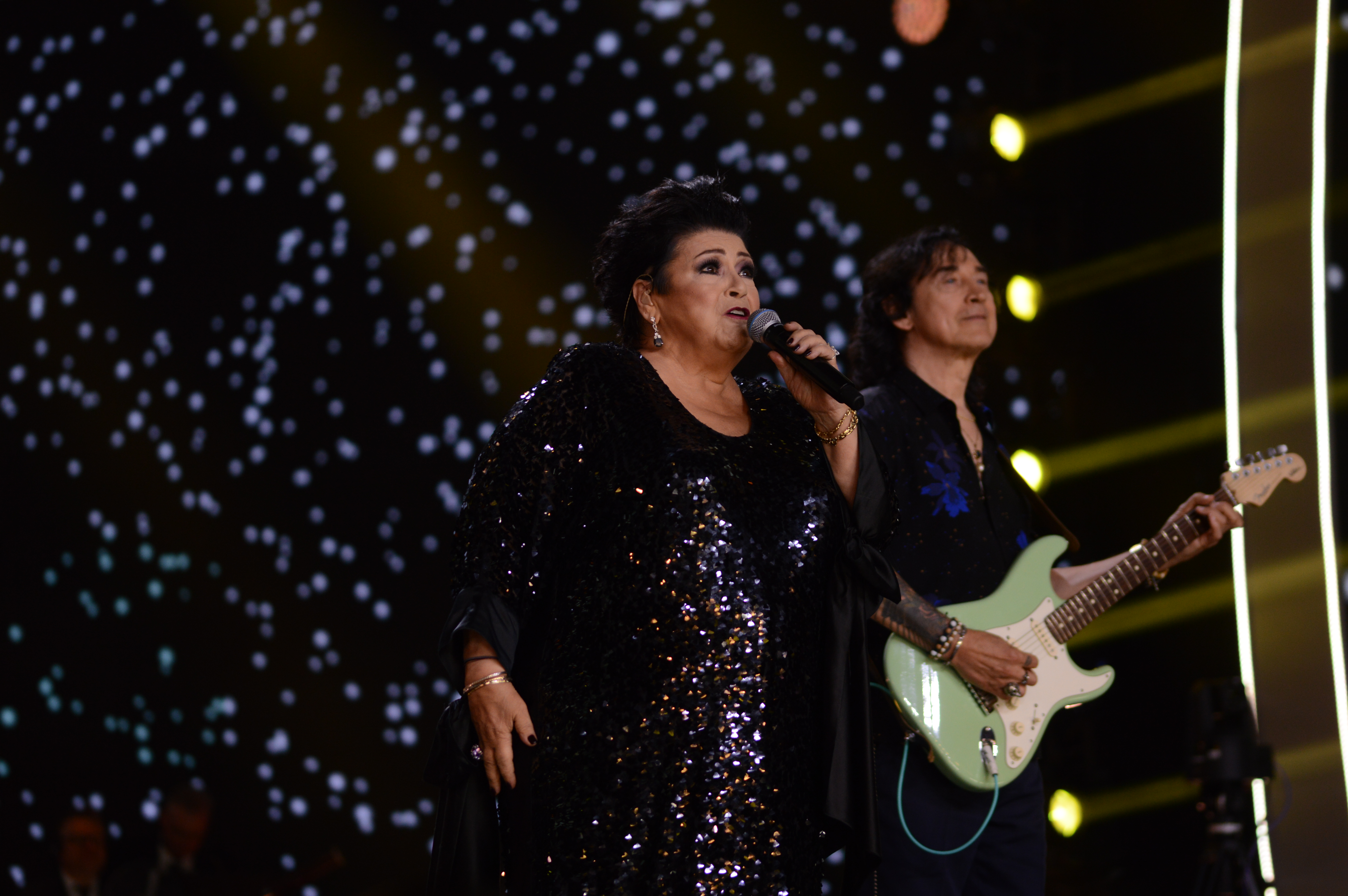
Ewa Bem i Jan Borysewicz podczas występu

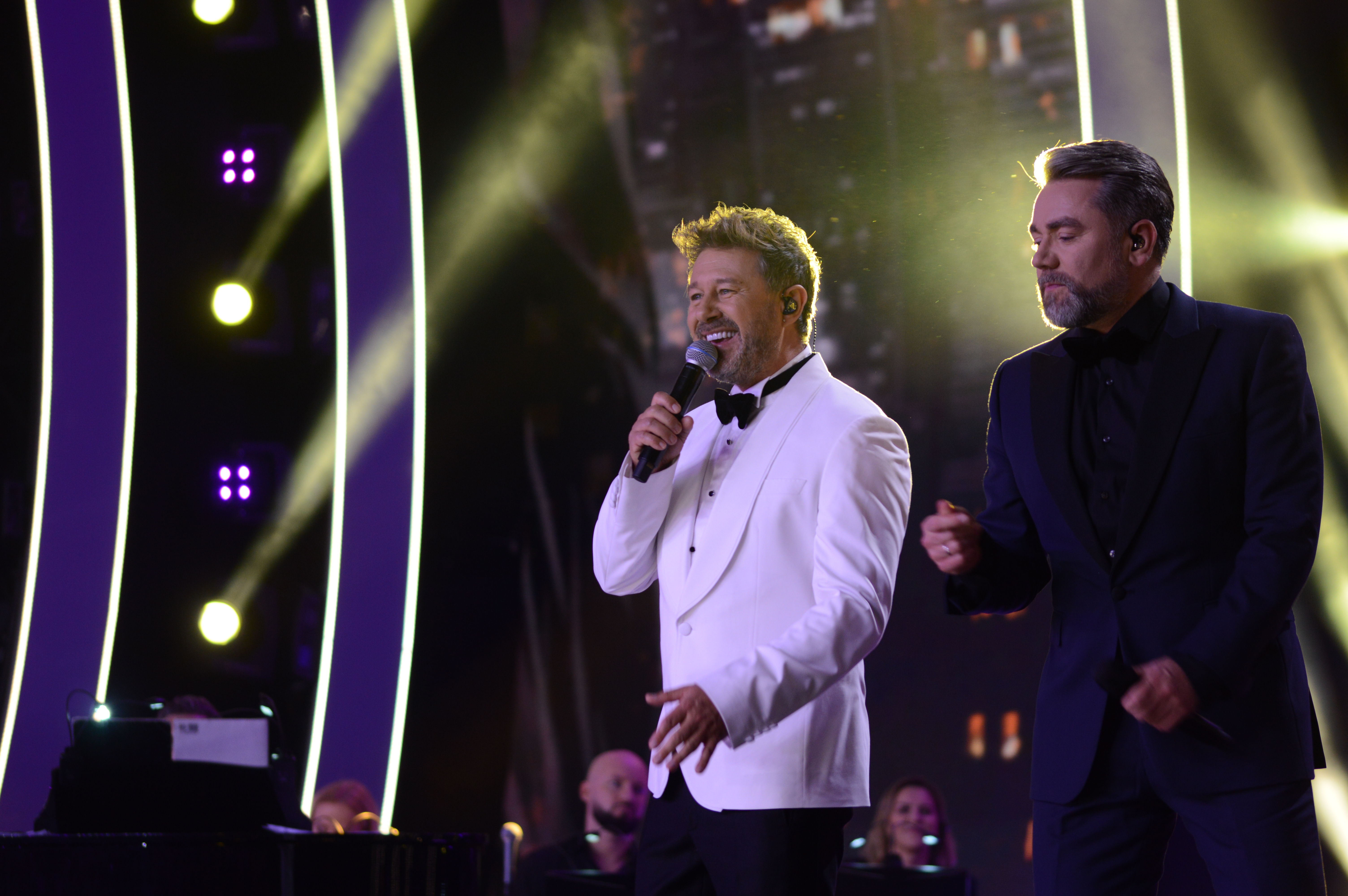
Andrzej Piaseczny i Kuba Badach podczas występu

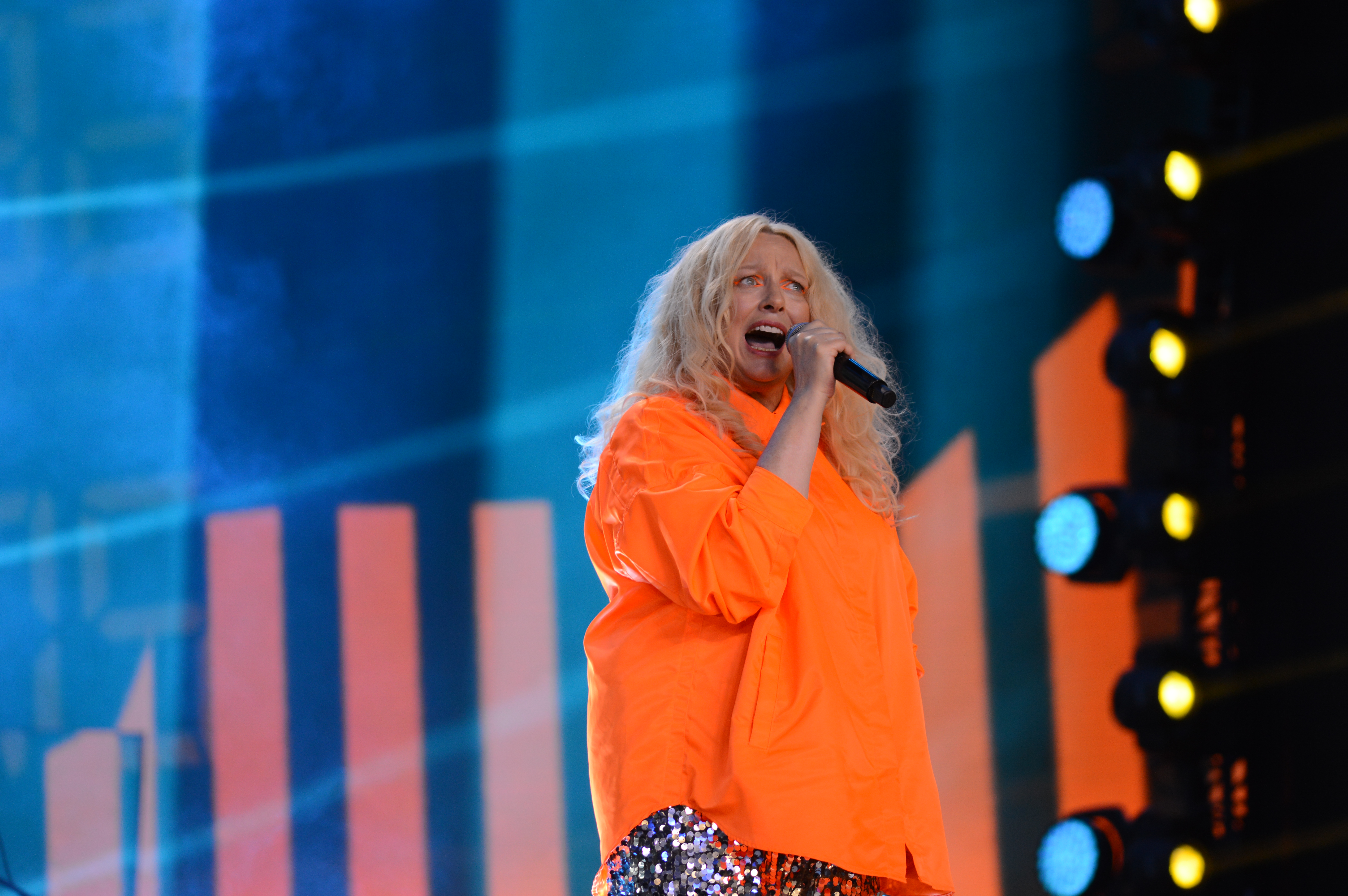
Nosowska podczas występu

| Wykonawcy                                        | Utwory |
| ------------------------------------------------ | --- |
| Kayah Bovska Margaret Mery Spolsky Nick Sinckler | „Królestwo kobiet”„Po co”„Serce Baila”„Ramię w ramię”„Coś pozytywnego”„Kaktus”                                                      |
| Mrozu                                            | „Złoto”„Nic do stracenia” |
| Natalia Przybysz Ørganek                         | „Wiosna” |
| Patrycja Markowska Grzegorz Markowski            | „Niewiele ci mogę dać” |
| Gooral Zespół Pieśni i Tańca „Śląsk”             | „Karczmareczka” |
| Agnieszka Chylińska                              | „Kiedy powiem sobie dość”„Jest nas więcej”„Winna”                                                                                   |
| Michał Szpak Alla Vienna                         | „Bohemian Rhapsody” |
| Ewa Bem                                          | „Zawsze tam, gdzie ty” (gościnnie: Jan Borysewicz)„Pomidory”                                                                        |
| Grzegorz Markowski                               | „Chcemy być sobą” (gościnnie: Tomasz Organek, Michał Szpak, Kayah, Margaret, Patrycja Markowska oraz Zespół Pieśni i Tańca „Śląsk”) |
| Kuba Badach Andrzej Piaseczny                    | „New York, New York” |
| Natalia Przybysz                                 | „Miód” |
| Mrozu                                            | „Jailhouse Rock” |
| Kuba Badach                                      | „As Time Goes By” |
| Loren Allred                                     | „I Will Always Love You” |
| Ralph Kaminski                                   | „C’est la vie – Paryż z pocztówki”„Kosmiczne energie”                                                                               |
| Pectus                                           | „I’ll Be There for You” |
| Andrzej Piaseczny                                | „Singin’ in the Rain” |
| Karolina Leszko Mateusz Ziółko                   | „Shallow” |
| Nosowska                                         | „Mamona”„Mówiła mi matka” (gościnnie: Miki)                                                                                         |
| Igo                                              | „Brudas” |
| Grubson Zespół Pieśni i Tańca „Śląsk”            | „Na szczycie” |

## Dzień czwarty (19 sierpnia 2022):Comedy Fest
W czwarty dzień festiwalu odbył się wieczór komediowy Comedy Fest. Został on podzielony na dwie części: Szkło kontaktowe jubileuszowo, z okazji jubileuszu programu telewizyjnego Szkło kontaktowe, i Klub Mistrzów.  Wsparcie muzyczne artystom zapewniła Grupa MoCarta. Wydarzenie poprowadzili Wojciech Zimiński i Tomasz Sianecki.

### Szkło kontaktowe jubileuszowo
Wykonawcy:

- Artur Andrus
- Krzysztof Daukszewicz
- Marek Przybylik
- Henryk Sawka
- Tomasz Jachimek
- Szymon Jachimek
- Michał Kempa
- Katarzyna Kwiatkowska
- Wojciech Fiedorczuk

### Klub Mistrzów
Wykonawcy:

- Andrzej Grabowski
- Jerzy Kryszak
- Marcin Daniec
- Zbigniew Zamachowski
- Katarzyna Pakosińska
- Robert Motyka
- Tomek Kołecki